# Joachim Streich
Pour les articles homonymes, voir Streich.
Joachim Streich, né le 13 avril 1951 à Wismar (RDA) et mort le 16 avril 2022 à Leipzig (Allemagne), est un footballeur est-allemand.  Il évoluait au poste d'attaquant.

## Biographie
Joachim Streich est le recordman de sélections (98) de l'équipe de RDA ainsi que son meilleur buteur (53 buts). En 1999, la FIFA lui a retiré 4 sélections et 2 buts de ses statistiques puisqu'ils provenaient du Tournoi olympique de 1972.
Streich est également le meilleur buteur du championnat d'Allemagne de l'Est (DDR-Oberliga) avec 229 buts en 378 matchs. Il évolua au Hansa Rostock de 1967 à 1973 puis au FC Magdebourg de 1973 à 1985. Il disputa 42 matchs de Coupes d'Europe et y inscrivit 17 buts.
Il est le meilleur buteur de l'Allemagne de l'Est en Coupe du monde, inscrivant deux buts, un contre l'Australie (2-0, but à la 72e minute) et un contre l'Argentine (1-1, but à la 14e minute).
Il joue les Éliminatoires du championnat d'Europe de football 1976, inscrivant un but contre la France (2-1), mais ne qualifie pas la RDA pour la phase finale.
Il inscrit 4 buts en Éliminatoires du championnat d'Europe de football 1984, mais la RDA ne se qualifie toujours pas pour une phase finale de championnat d'Europe.
Il fut surnommé le Gerd Müller de l'Est.
Il entraîna le FC Magdebourg, Eintracht Braunschweig et le FSV Zwickau puis il fut président du SV Fortuna Magdeburg.

## Palmarès
- Coupe des coupes
  - Vainqueur en 1974
- Champion de RDA
  - Champion en 1974 et en 1975
- Coupe de RDA
  - Vainqueur en 1978, en 1979 et en 1983.
- Meilleur buteur du Championnat de RDA
  - Meilleur buteur en 1977, en 1979, en 1981 et en 1983
- Footballeur est-allemand de l'année
  - Meilleur footballeur est-allemand en 1979 et en 1983.
- Jeux olympiques
  - Médaille de Bronze en 1972

## Records
- Meilleur buteur du Championnat de RDA de football avec 229 buts.
- Meilleur buteur de l'équipe de RDA avec 55 buts.
- Joueur le plus capé de l'équipe de RDA avec 98 sélections.